# Sheffield (альбом)
Sheffield — сьомий студійний альбом німецького хардкор-гурту Scooter, який вийшов 26 червня 2000 року.

## Список композицій
1. «MC's Missing» — (1:16)
2. «Don't Gimme The Funk» — (4:13)
3. «I'm Your Pusher» — (3:59)
4. «Where Do We Go?» — (4:06)
5. «Sex mDwarf» — (4:20)
6. «She's The Sun» — (4:54)
7. «Space Cowboy» — (5:51)
8. «Never Slow Down» — (3:56)
9. «Down To The Bone» — (4:11)
10. «Summer Wine» — (3:58)
11. «Dusty Vinyl» — (4:53)
12. «Cubic» — (5:05)

## Сингли
1. «I'm Your Pusher» — (2000)
2. «She's The Sun» — (2000)